# Lávka u Meteoru
Lávka u Meteoru je lávka pro pěší a cyklisty přes Vltavu v Rožnově v Českých Budějovicích.

## Historie
Původní dřevěný most přes Vltavu z Rožnova k Plané a Stecherově mlýnu byl vybudován v roce 1842 nákladem továrníka Vojtěcha Lanny staršího. V roce 1926 byl poškozen a dne 23. března 1929 zcela zničen při jarním tání. Následně byl most obnoven, ale po povodni z roku 1954 už sloužil pouze pro pěší. Zcela zanikl někdy v 70. letech 20. století. Z roku 1929 se dochoval popis svršku mostu v délce 39 a o šíři 3.75 m. V terénu jsou v současnosti stále patrné obě pobřežní opěry.
Nový most byl postaven v letech 2017-18 o něco severněji, než původní most. Lávku o délce 39 m tvoří ocelový oblouk s dolní mostovkou. Železobetonová spodní stavba je založena na mikropilotách. Z levého břehu je k lávce zřízena přístupová rampa, na které se nachází další lávka délky 17 m a následuje cyklostezka k Plané. Na pravém břehu navazuje lávka přímo na cyklostezku.
Slavnostní otevření lávky proběhlo 6. června 2018. Náklady na stavbu dosáhly asi 20 mil. Kč.